# Kugelgasbehälter (Wuppertal)
Der Kugelgasbehälter in Wuppertal (auch Gasbehälter Möbeck, so die Bezeichnung der Wuppertaler Stadtwerke) im Wuppertaler Stadtteil Vohwinkel wurde 1958 vom MAN Werk Gustavsburg gebaut und galt seinerzeit als der größte Kugelgasbehälter der Welt.

## Beschreibung
Der Gasbehälter liegt in der Nähe des Sonnborner Kreuzes in einem Gewerbegebiet, das mit etwa 200 Einwohnern unter dem Namen „Industriestraße“ auch statistisches Quartier Wuppertals ist, an der Kreuzung der Straßen Industriestraße und Essener Straße. Er wird von den Wuppertaler Stadtwerken betrieben, für die er 1958 erbaut wurde. Die Kugel mit einem Durchmesser von 47,3 Metern wurde aus 30 mm dickem Stahlblech erstellt und hat ein Volumen von etwa 55.000 m³ und eine Oberfläche von etwa 7.000 m². Die Speicherkapazität beträgt maximal 270.000 m³ (Normalkubikmeter) Erdgas, damit ist das Bauwerk der größte Kugelgasbehälter Deutschlands. Mitte der 1980er Jahre wurde er noch im Guinness-Buch der Rekorde als größter Kugelgasbehälter Europas gelistet. Die Übernahmestation versorgt 75 Prozent des Wuppertaler Stadtgebiets und wurde Anfang 2005 in einer achtmonatigen Bauphase für 850.000 Euro modernisiert.

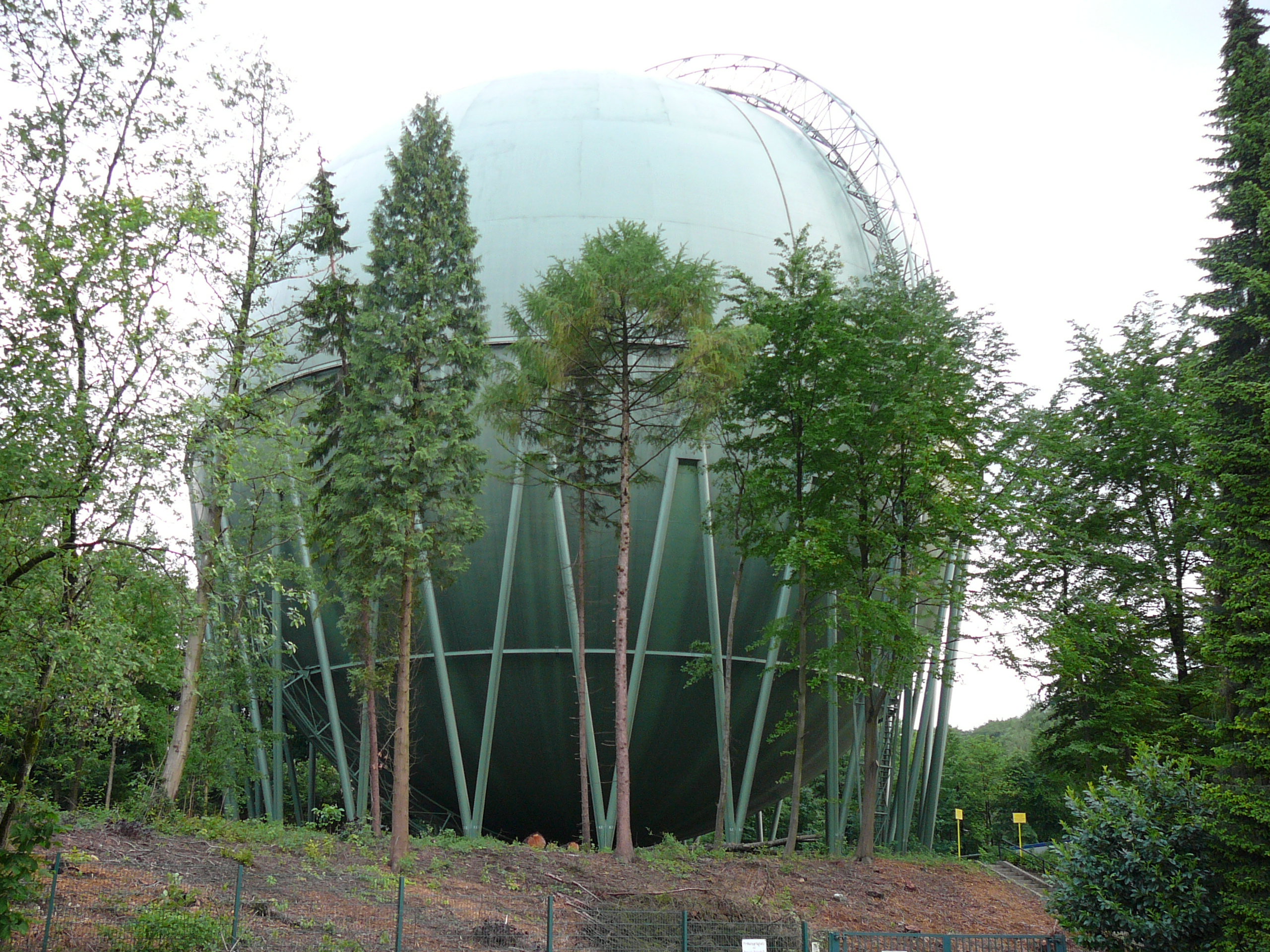
Die Sicht auf den Kugelgasbehälter von der Essener Straße Richtung Westen
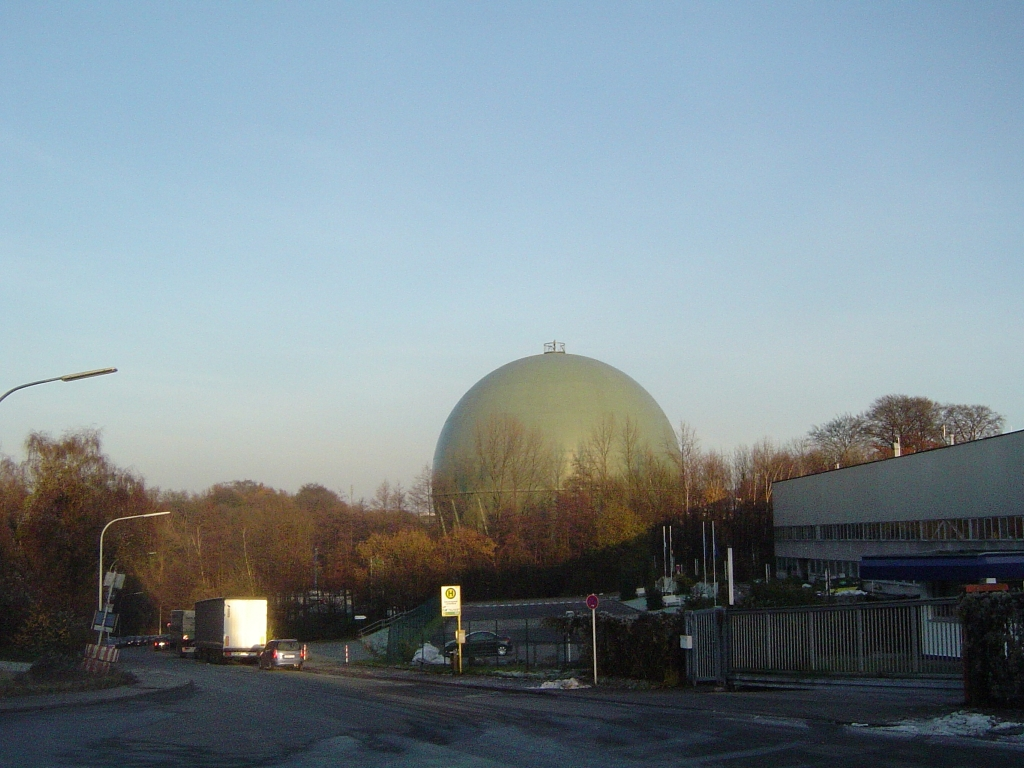
Der Gasbehälter ist weithin sichtbar
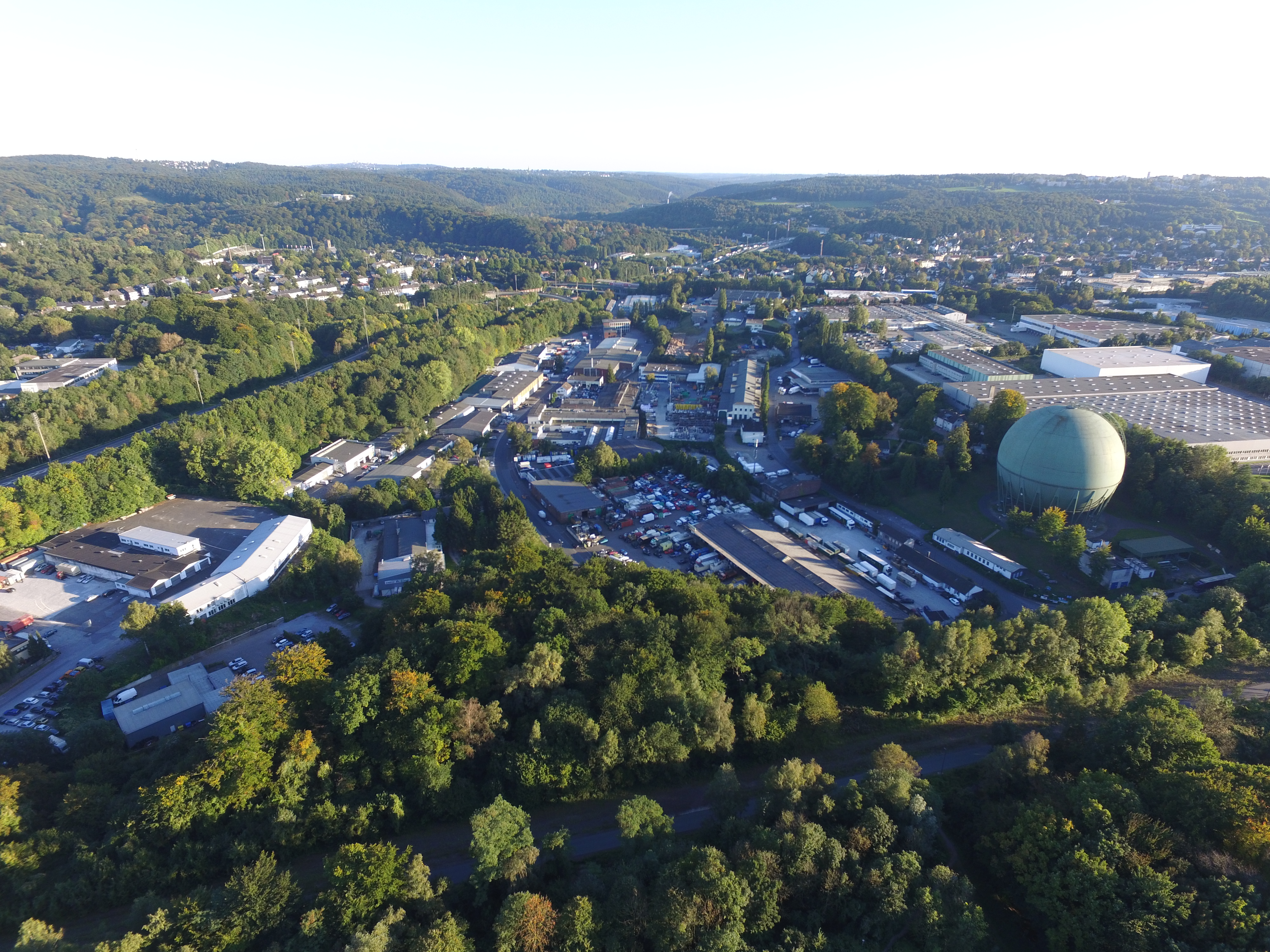
Wuppertaler Quartier Industriestraße mit dem Gasbehälter Möbeck

## Gasentspannungsturbinenanlage

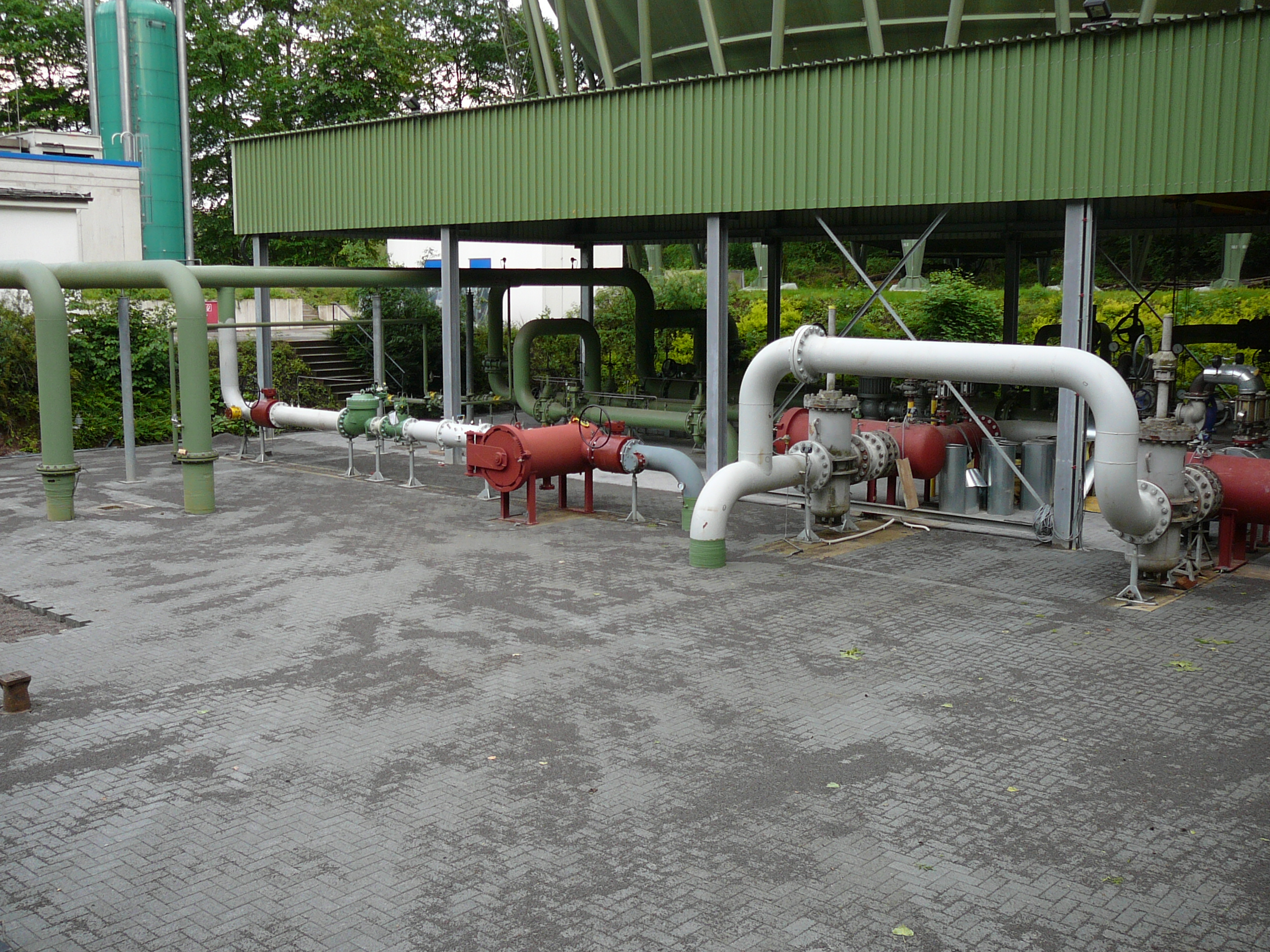
Die Installationen, im Hintergrund die Anlage der Gasentspannungsturbine

Außerdem befindet sich auf dem Gelände eine Gasentspannungsturbinenanlage (GEA), die im Juni 2002 in Betrieb genommen wurde. Die GEA dient zur Druckminderung des aus der ebenfalls dort befindlichen Übergabestation für Erdgas kommenden Gases. Dabei wird Volumenarbeit frei, die zur Kompression des Gases nötige Energie, die beim Entspannen wieder freigesetzt wird, welche zur Erzeugung elektrischen Stromes genutzt wird.